# Capitan Harlock/I corsari delle stelle
Capitan Harlock/I corsari delle stelle  è un singolo discografico del gruppo La banda dei bucanieri, pubblicato nel 1979.

## Descrizione
Il gruppo era formato da Fabio Concato, Massimo Luca, Alberto Tadini, Ellade Bandini, Ares Tavolazzi e lo stesso Vince Tempera.
Il brano Capitan Harlock era la sigla dell'anime omonimo, scritto da Luigi Albertelli su musica e arrangiamento di Vince Tempera; è basato, come molte altre composizioni contemporanee, sulla successione di accordi del Canone di Pachelbel.
Il disco fu un notevole successo discografico, rimanendo in classifica per dieci settimane, toccando la seconda posizione e a fine anno risultò il 28° più venduto del 1979.
"I corsari delle stelle" era un brano ispirato allo stesso cartone animato scritta da Luigi Albertelli su arrangiamento di Vince Tempera, eseguita da Fabio Concato e Massimo Luca con lo pseudonimo "La banda dei bucanieri".
Entrambi i brani sono stati inseriti nella compilation Supersigle TV vol. 2 e in altre raccolte.
La RAI censurò la sigla nel taglio TV sostituendo i versi "Il suo teschio è una bandiera che vuol dire libertà, vola all'arrembaggio però un cuore grande ha" con una ripetizione di "Nel suo occhio c'è l'azzurro, nel suo braccio acciaio c'è, nero è il suo mantello, mentre il cuore bianco è"..
Il vinile è stato stampato in tre differenti colori, il nero e il blu più diffusi, il rosso, come test pressing, molto raro e molto quotato.

## Tracce
1. Capitan Harlock – 2:58 (Luigi Albertelli e Vince Tempera)
2. I corsari delle stelle – 2:45 (Luigi Albertelli e Massimo Luca)

## Formazione
- Alberto Tadini
- Ares Tavolazzi
- Ellade Bandini
- Fabio Concato
- Massimo Luca
- Vincenzo Tempera